# Rudolf Füssli
Ne doit pas être confondu avec Johann Heinrich Füssli.
Pour les articles homonymes, voir Füssli.
Rudolf Füssli (ou Hans-Rudolf ou Johann Rudolf Füessli, né le 5 septembre 1709 à Zurich et mort le 12 septembre 1793 dans la même ville) est un peintre, historien d'art et lexicographe suisse.

## Biographie
Johann Rudolf Füssli est un fils de l'écoutète Heinrich Füssli et de son épouse Dorothea, née Grebel. Il a d'abord étudié avec le peintre Johann Melchior Füssli (1677-1736) à Zurich puis avec Philippe-Jacques de Loutherbourg l'aîné à Paris. De 1744 à 1746, il crée les Neujahrsblätter der Zürcher Feuerwerkergesellschaft (calendriers d'une société produisant des feux d'artifice).
Füssli s'intéresse intensivement à l'histoire de l'art et en 1763, il publie pour la première fois l'Allgemeines Künstler Lexikon, le répertoire général de tous les artistes connus en Europe. En 1779, une nouvelle édition est publiée avec une liste de portraits des artistes répertoriés. Cette énorme entreprise fut poursuivie par son fils, Hans Heinrich Füssli (1745-1832). Le Künstler Lexikon connaît une nouvelle édition en 1808 publiée par la société Orell, Gessner & Co, puis complétée en 1840, par la société d'édition suisse Orell Füssli.